# Pseudocillimus rubrithorax
Pseudocillimus rubrithorax är en stekelart som först beskrevs av Morley 1917.  Pseudocillimus rubrithorax ingår i släktet Pseudocillimus och familjen brokparasitsteklar. Utöver nominatformen finns också underarten P. r. madagascariensis.